# Eduardo López Collazo
Eduardo López-Collazo (Cuba, 3 de julio de 1969) es un físico nuclear, doctor en Farmacia, investigador y divulgador científico cubano, nacionalizado español, que investiga sobre las defensas humanas en situaciones patológicas como el cáncer, la metástasis y las enfermedades infecciosas; y desde 2008 trabaja en el Instituto de Investigación Sanitaria del Hospital Universitario La Paz (IdiPAZ) en Madrid, como Director Científico, Presidente del Comité Científico Interno y Miembro de la comisión Delegada y Consejo Rector.

## Trayectoria
Nació en Cuba y obtuvo la nacionalidad española. Se licenció en Física Nuclear en la Universidad de La Habana en 1992 y se doctoró en Farmacia en la Universidad Complutense de Madrid en 1998. Ha realizado estancias postdoctorales en diferentes centros como el Max Planck Institute de Freiburg en Alemania durante 1998 y 1999, el Instituto de Investigaciones Biomédicas del Consejo Superior de Investigaciones Científicas (CSIC) en España en 1999 y en la Brown University de los Estados Unidos durante 2000 y 2001.
Desde el año 2013 es el director científico del Instituto de Investigación del Hospital Universitario La Paz de Madrid en el que ha participado en su proceso de acreditación. En este centro ha desarrollado diferentes líneas de investigación ligadas a enfermedades como sepsis, metástasis, leucemia, fibrosis quística, SAHS y Síndromes Coronarios Agudos. Además es Investigador Estabilizado del Sistema Nacional de Salud con categoría A, según la evaluación del Fondo de Investigación Sanitaria (FIS).
Su trabajo de investigación a lo largo de 25 años se ha centrado en el análisis de las defensas humanas en situaciones patológicas como el cáncer, la metástasis y las enfermedades infecciosas. En esta línea, su trabajos publicados se centran en esta temática y en el impacto de la inmunoterapia.
Además, como divulgador, López-Collazo comparte su opinión en la columna permanente Doble Hélice en la publicación Redacción Médica y a través de su blog personal, Viernes. También escribe crítica de danza y artículos de reseña cultural en la revista inglesa Bachtrack.

## Obra
- 2019, ¿Qué es el Cáncer?, Editorial Oberón, ISBN: 978-84-415-4087-3.[7][8]
- 2020, Coronavirus, ¿la última pandemia?, Editorial Anaya, ISBN: 978-84-415-4284-6.[9]
- 2020, ¿Qué es el VIH? Historia, Presente y Futuro de una Pandemia, Editorial Oberón, ISBN: 978-84-415-4237-2.[10][11]

## Premios y reconocimientos
Ha recibido diferentes reconocimientos por su trabajo, en 2005, fue galardonado con el Premio a las 100 mejores ideas de El Diario Médico, que busca premiar a las mejores ideas en las distintas vertientes de la sanidad, la profesión médica, la ética, la ciencia, la gestión y la solidaridad.
En 2017, López-Collazo recibió el Premio Alan Turing en la categoría Innovación, por el hallazgo de la molécula IRAK-M, que frena las defensas del cuerpo cuando aparece un tumor; que se otorga en el marco del festival ARN Culture & Business Pride y que se celebra anualmente en Aroa.
Durante 2018, recibió el XVII Premio Reflexiones a la Opinión Sanitaria, de Sanitaria 2000, por su artículo Saltando de la sepsis al cáncer y viceversa: pincelada desde el laboratorio, seleccionado entre los 36 aspirantes. Este mismo año fue seleccionado también como uno de los 50 gays más influyentes de España por el periódico El Mundo, y con motivo del Orgullo, apareció en un vídeo junto a Susana Rodríguez Navarro, Esteban Ballestar y David Barrado Navascués, reivindicando la visibilidad LGTBI en el ámbito científico.